# Младић (роман Достојевског)
„Младић“ (рус. Подрóсток) је роман Фјодора М. Достојевског.
Достојевски је почео да пише роман почетком 1874. године, а завршио га је у јесен 1875. године. Роман је објављен те исте године у часопису „Отаџбински записи“.

## Радња
Роман бележи живот деветнаестогодишњег младог интелектуалца, Аркадија Макаровича Долгоруког који је ванбрачно дете контроверзног првака Версилова. Фокус романа приказује конфликт између оца и сина, посебно у идеологији, што представља битке између конвенционалног старог начина размишљања из 1840. године и новог са нихилистичке тачке гледишта младих у Русији 1860. године. Млади Аркадиј је временом прихватио веома негативно мишљење о руској култури, за разлику од западне или европске културе.
Друга главна тема је Аркадијев развој и коришћење „идеје“ у његовом животу, углавном као облик побуне против друштва (и његовог оца), кроз одбацивање похађа универзитет, а одлучује да сам дође до новца и живи самостално, на коначном циљу да постане претерано богат и моћан.

## Ликови
- Аркадиј Макарович Долгоруки је главни јунак романа. Име Долгоруки узео је по свом остарелом усвојитељу, иако је ванбрачни син расејаног велепоседника Версилова. Аркадијев сан је да "постане Ротшилд" (тј. постане невероватно богат као члан чувене породице Ротшилд). У потрази за богатством Аркадиј се заплиће са социјалистичким завереницима и младом удовицом, чија будућност на неки начин зависи од документа који је Аркадије зашио у своју јакну.
- Макар Иванович Долгоруки је остарели сељак и Аркадијев законити отац. Раније је кмет имања Версилов. Он је угледни лутајући религиозни ходочасник који преузима улогу „светог безумног” у делима Достојевског. На самрти исповеда љубав према Богу и хришћанске врлине.
- Андреј Петрович Версилов је Аркадијев биолошки отац и расејани земљопоседник. Око њега се врте скандали, укључујући историју са ментално нестабилном девојком и гласине да је католик. У једном тренутку, Версилов и Аркадиј се такмиче за наклоност исте младе жене.
- Татјана Павловна, неудата старија жена, породична је пријатељица. Она им помаже финансијски и практично.
- Ана Андрејевна је Аркадијева полусестра и постаје вереница кнеза Николаја.
- Катерина Николаевна Ахмакова је млада удовица и романтично интересовање и Версилова и Аркадија. Писмо пришивено за Аркадијев сако могло би имати страшне последице по њену будућност.
- Лиза је Аркадијева сестра. Затруднела је од принца Сергеја Петровића.
- Принц Сергеј Петрович је вереник Аркадијеве сестре Лизе. Он је дубоко у дуговима.
- Кнез Николај Иванович је старац, слаб и осетљив. Катерина Николаевна је његова ћерка.
- Монсиеур Тоуцхард је био Аркадијев учитељ старе школе. Његова строга природа и непоштовање Аркадија оставили су дубок утисак на главног јунака.
- Софија Андреевна Долгоруки је Аркадијева мајка. Била је кмет на имању Версилова пре еманципације и удата за Макара Ивановича. Постала је Версиловљева љубавница, али је остала удата за Макара Ивановича.
- Васин и Крафт су Аркадијеви познаници који имају важан утицај на његов живот.
- Ламберт је био Аркадијев школски друг који га је малтретирао. Као одрасла особа постао је уцењивач. [1]